# Luxury Girl
Luxury Girl, справжнє ім'я Поліна Марченко — російська порноактриса, блогер та режисер.
Поліна Марченко навчалася на режисера театралізованих виступів, підробляла аніматором. В студентські часи створила із подругами шоубалет, танцювала на корпоративах. Після закінчення університету відкрила із колегами івент-агенцію, але невдовзі залишила її. Після цього працювала танцівницею в стриптиз-клубі, де познайомилася із майбутнім чоловіком.
Разом із чоловіком Поліна відкрила власний бізнес, подружжя продавало банні віники. Близько 2018 року вони почали працювати в порноіндустрії, знімали інтимні відео для PornHub. В березні 2022 року Марченко отримала нагороду Pornhub Awards як найкраща виконавиця орального сексу. За словами Luxury Girl, загалом подружжя заробило близько 5 млн доларів, а найбільший заробіток за місяць складав приблизно 75 тис. доларів. Марченко завершила порнокар'єру, коли їй виповнилося 30 років.